# Ethel Smith
Ethel Smith (Toronto, Ontario, Canadà, 1907 - Toronto, 31 de desembre de 1979) fou una atleta canadenca, guanyadora de dues medalles olímpiques.
L'any 1927 aconseguí guanyar la prova de 220 iardes en el campionat nacional del seu país, i als 20 anys participà en els Jocs Olímpics d'Estiu de 1928 realitzats a Amsterdam (Països Baixos), on aconseguí guanyar la medalla d'or en la prova de relleus 4x100 metres amb un temps de 48,4 segons, establint un nou rècord del món al costat de Myrtle Cook, Bobbie Rosenfeld i Jane Bell. En aquests mateixos Jocs aconseguí guanyar la medalla de bronze en la prova dels 100 metres llisos per darrere de Betty Robinson (or) i la seva compatriota Bobbie Rosenfeld (plata). Es retirà de la competició activa als Campionats d'Ontario de 1929, on aconseguí guanyar la prova dels 60 metres llisos.

## Millors marques
- 100 metres. 12.3" (1928)
- 200 metres. 26.6" (1927)[2]